# Walton (Indiana)
Walton è un comune degli Stati Uniti d'America, situato nello Stato dell'Indiana, nella contea di Cass.